# Giorgio Trevisan
Giorgio Trevisan (Merano, 13 ottobre 1934 – Monselice, 5 ottobre 2024) è stato un fumettista, pittore e illustratore italiano.

## Biografia
Dopo aver conseguito la maturità classica si trasferì a Padova al fine di iscriversi per volontà del padre alla facoltà di agraria, senza tuttavia conseguire la laurea. Nel corso del soggiorno milanese, tra il 1956 e il 1960, collaborarò con lo Studio Dami come disegnatore, esordendo attraverso la realizzazione di un episodio della serie Cherry Brandy per la casa editrice Audace e proseguendo l'attività successivamente con serie a fumetti di genere bellico pubblicate per il mercato inglese dalla Amalgamated Press e dalla Fleetway, con le quali collaborerà durante gli anni sessanta anche dopo aver lasciato lo studio Dami; nello stesso periodo realizzerà inoltre numerosi disegni a matita, che verranno inchiostrati da altri blasonati fumettisti e illustratori, come Renzo Calegari e Aldo Di Gennaro.
Nel corso degli anni sessanta si trasferí definitivamente ad Este, cittadina della provincia di Padova, con la moglie Vera e quattro figli; a partire da questo periodo instaurò una collaborazione, durata fino al 1977, con il Corriere della Sera, il Corriere dei Piccoli e il Corriere dei ragazzi, che vide la realizzazione di fumetti e illustrazioni di genere storico e didattico/biografico. Contemporaneamente, per mezzo dell'agenzia Maffi, realizzò storie a fumetti per serie tascabili pubblicate dall'editore francese Lug, che verranno anche pubblicate in Italia; nel biennio 1961/1962 disegnò storie a fumetti tratte da Salgari per l'editore Vaglieri e, nel 1965, riprese nuovamente a collaborare con lo Studio Dami, realizzando illustrazioni per romanzi dedicati ai ragazzi per la britannica Fleetway, oltre a una trasposizione a fumetti del mago di Oz.
A questa attività affiancò quelle di pittore e illustratore per romanzi pubblicati in Gran Bretagna.
Nei primi anni settanta illustrò alcuni romanzi che la Mondadori regalava annualmente agli abbonati; iniziò anche a collaborare nel 1971 con il Messaggero dei ragazzi che poi gli permise di vincere il Premio Europeo Stampa Cristiana; collaborò con la Editoriale Dardo per la quale nel 1973 disegnè la breve serie Medium seguita da varie storie a fumetti di genere bellico per le collane Super Eroica, Reportage, Prima linea e Uomini e guerra; verso la fine degli anni settanta entrò come disegnatore nella Sergio Bonelli Editore per la quale realizzerà, anche durante gli anni ottanta, serie a fumetti che diverranno particolarmente famose come Storia del West e Ken Parker; successivamente, negli anni novanta, sarà uno dei disegnatori della serie Julia, testata per cui realizzò anche il celebrativo numero cento. Durante gli anni ottanta realizzò anche storie a fumetti con il personaggio di Sherlock Holmes pubblicate dalla rivista L'Eternauta su testi di Giancarlo Berardi, trasposizione di alcuni racconti originali di Conan Doyle.
Nel 1991 Trevisan realizzò i Tarocchi Romantici e i Tarocchi del Rinascimento prodotti dalle edizioni Lo Scarabeo.
Nel 2013 riceve il premio "Magnifica Comunità di Este" .